# Крістіану Теста
Крістіану Теста (порт. Cristiano Testa; нар. 23 вересня 1973) — колишній бразильський тенісист.
Найвищу одиночну позицію світового рейтингу — 416 місце досяг 26 серпня 1996, парну — 109 місце — 17 січня 2000 року.

## Титули на челленджерах

### Парний розряд: (3)
| Ранг | Рік  | Турнір             | Покриття | Партнер          | Суперники                         | Рахунок       |
| ---- | ---- | ------------------ | -------- | ---------------- | --------------------------------- | ------------- |
| 1.   | 1998 | Медельїн, Колумбія | Ґрунт    | Адріану Феррейра | Хуан-Каміло Гамбоа Маурісіо Хадад | 3–6, 6–1, 6–2 |
| 2.   | 1998 | Айзенах, Німеччина | Ґрунт    | Жайме Онсінс     | Рене Нікліш Патрік Зоммер         | 6–1, 6–3      |
| 3.   | 1999 | Сантьяго, Чилі     | Ґрунт    | Антоніо Пріето   | Херман Пуентес Алекс Лопес Морон  | 4–6, 6–4, 6–3 |